# Resident Evil 2
Resident Evil 2, conosciuto in Giappone come Biohazard 2  (バイオハザード2?, Baiohazādo Tsū), è un videogioco survival horror, secondo capitolo della serie Resident Evil, pubblicato nel 1998 dalla casa di sviluppo giapponese Capcom per la console PlayStation e successivamente convertito per Windows, Nintendo 64, Dreamcast e GameCube.
La trama del gioco segue le vicende di due sopravvissuti, Leon e Claire, in fuga da una città degli Stati Uniti d'America medio-occidentali, Raccoon City, in preda a un'epidemia virale causata da un'azienda farmaceutica assetata di denaro, che ne ha trasformato la maggior parte della popolazione in zombi. Il giocatore è portato a esplorare diversi ambienti, che spaziano dalle strade cittadine, alla centrale di polizia, fino a un laboratorio sotterraneo, nella ricerca di una via d'uscita, risolvendo enigmi, recuperando oggetti primari o secondari, e affrontando nemici.
Lo sviluppo del gioco, iniziato nel 1996, è stato piuttosto travagliato e ha visto nel 1997 un quasi totale azzeramento del work in process per poi essere ricostruito da capo, cambiando inoltre il game director dal padre del primo capitolo, Shinji Mikami – alcune delle sue idee concettuali sono comunque rimaste – al giovane Hideki Kamiya, per la sua prima volta nel ruolo di direttore di un gioco.
Resident Evil 2 fu un gioco acclamato sia dal pubblico che dalla critica, divenendo parte dell'immaginario collettivo del suo tempo, oltre che simbolo stesso del videogioco survival horror, della "Generazione PlayStation" e della storia dei videogiochi in generale, rientrando spesso nella categoria dei migliori videogiochi mai realizzati, oltre a essere uno dei più spaventosi. È stato ripubblicato tramite porting, solo in versione USA, anche sul PlayStation Network, come Classico PSone.

## Trama
Poi sono iniziati i problemi. E riconducono a quando la corporazione arrivò in città.»
(Resident Evil 2 – manuale di istruzioni)
La storia di Resident Evil 2, seguito di Resident Evil, si svolge circa due mesi dopo le vicende del primo episodio.
29 settembre 1998 – Raccoon City, sorda al racconto degli avvenimenti dei sopravvissuti al massacro del capitolo precedente, che avevano provato a mettere in guardia l'amministrazione cittadina sugli aberranti esperimenti della Umbrella Corporation, si trova in preda ad un vero e proprio assedio da parte di una nutrita serie di mostri mutanti e zombi in cerca di prede umane.
In questo contesto si svolgono le avventure dei due protagonisti: Claire Redfield (sorella di Chris Redfield, uno dei protagonisti del primo Resident Evil, venuta a cercarlo in città) e Leon Scott Kennedy, un neo poliziotto assegnato alla locale stazione di polizia, la R.P.D. (Raccoon City Police Department), durante il suo primo sfortunatissimo giorno di lavoro. Claire entra in una tavola calda e scopre uno zombi che sta divorando la sua vittima; spaventata, indietreggia e vedendo altri zombi dalla vetrata decide di uscire dalla porta di emergenza.
Nel frattempo, Leon ferma l'auto in mezzo alla strada perché trova un cadavere, ma ad un certo punto si accorge di essere stato circondato dagli zombi e così indietreggia in un vicolo sparando loro contro e rimanendo sbalordito della loro resistenza. Claire, aperta la porta di emergenza, incontra Leon che, dopo averla vista, le dice di abbassarsi e spara allo zombi che ormai le era quasi addosso. Così si uniscono e dopo aver preso un'auto da pattuglia si recano alla stazione di polizia. Mentre avviene tutto questo, in una stazione di servizio un camionista viene morso da uno zombi e mentre è alla guida del pesante mezzo si trasforma in uno zombi a sua volta.
All'interno dell'auto, Claire e Leon si presentano e lui chiede a Claire di aprire il porta oggetti e di prendere la pistola, ma appena Claire l'afferra, uno zombi appostato sui sedili posteriori dell'auto li attacca; Leon sbanda finendo contro un palo della luce e lo zombi viene catapultato fuori. Si accorgono a un certo punto che un camion sta venendo loro contro (il camionista è ormai uno zombi) e, per salvarsi prima che esploda tutto, si lanciano da due parti opposte e qui sono costretti a dividersi: Claire entra all'R.P.D. passando dall'entrata principale mentre Leon invece entrerà dall'entrata posteriore. Scavando sempre più a fondo nelle oscure faccende della Umbrella, i due protagonisti scopriranno che l'azienda non solo possiede un laboratorio sotterraneo proprio sotto il dipartimento di polizia della città, ma ha anche corrotto il commissario di polizia di Raccoon City per annullare l'inchiesta di investigazione di Chris Redfield e lasciare che la Umbrella realizzasse i suoi macabri scopi senza alcun tipo di controllo.
Il percorso di Claire si incrocerà con Sherry Birkin, una ragazzina spaventata da un mostro che la sta inseguendo: si scoprirà che si tratta di suo padre, William Birkin, un ricercatore della Umbrella, anch'egli infettato per sua stessa mano e mutato dal virus G di sua creazione, che vuole impiantarle un embrione. Sherry verrà alla fine infettata ma Claire riuscirà a salvarla con un vaccino creato grazie agli appunti della madre Annette Birkin, che verrà brutalmente uccisa dal marito, ormai un mostro fuori controllo.
Leon dovrà invece vedersela con Ada Wong, una misteriosa donna che racconta di trovarsi a Raccoon City solo per cercare il fidanzato scomparso, ma che in verità è stata inviata per recuperare un campione di virus G. Ben presto i due iniziano a provare reciproci sentimenti e lei nel frattempo riuscirà ad ottenere il campione di virus G che cercava contenuto in un ciondolo che Sherry portava al collo, ma ciò la renderà un bersaglio del Tyrant T-103. Ada apparentemente muore durante uno scontro con il Tyrant.
Claire e Leon riusciranno a sconfiggere il mostro e a fuggire da Raccoon City, facendo saltare in aria il complesso di ricerca sotterraneo segreto della Umbrella e portando con loro Sherry. Dopo un'intensa battaglia a bordo di un treno contro l'ultima aberrante forma mutata di William Birkin, i due procederanno per la loro strada: Claire riprenderà a cercare suo fratello mentre Leon deciderà di mettere al sicuro Sherry e continuare a combattere contro l'Umbrella.

## Modalità di gioco

Schermata di stato in Resident Evil 2, sezione "Oggetti": in alto a sinistra un'immagine del personaggio giocante, Leon Kennedy, a fianco le condizioni fisiche (verde: punti ferita in buono stato), l'arma equipaggiata e l'accendino. Più in basso a destra, gli oggetti disponibili tra cui la pistola equipaggiata, 120 proiettili e un coltello. Al centro dello schermo, vengono visualizzati i dettagli sulla pistola

All'inizio di Resident Evil 2 il giocatore può scegliere il personaggio giocante, con cui iniziare l'avventura, optando tra Leon Scott Kennedy e Claire Redfield; questa scelta influenza alcuni eventi nel corso della trama, oltre che ad alterare diversi elementi del gameplay stesso, come le armi a disposizione.
Come il capitolo precedente, Resident Evil 2 è un videogioco con una progressione a scenari: il personaggio giocante si muove in una determinata porzione di mondo di gioco, con cui può interagire, per poi spostarsi, tramite delle porte o condotti oppure tunnel, alla porzione di mondo successiva. Il metodo tecnologico con cui questi scenari si presentano è detto prerenderizzazione e sta ad indicare che tali spazi sono formati da immagini e sfondi fermi, statici, che non reagiscono direttamente alle azioni di gioco; gli unici elementi attualmente elaborati in tempo reale, e capaci di muoversi e interagire negli spazi, sono i personaggi (giocanti e non) oltre che ai modelli di oggetti recuperabili dal giocatore. L'andamento del gioco viene reso possibile grazie ad un sistema ad inquadratura fissa (detta anche: a volo d'uccello) che varia unicamente di volta in volta al cambio di porzione di mondo nella quale il giocatore si muove.
Resident Evil 2 fa dell'esplorazione, e del recupero di oggetti-chiave, uno dei cardini del suo gameplay: il giocatore è spronato a muoversi con cautela nelle diverse ambientazioni, spostandosi di scenario in scenario, alla ricerca di soluzioni per progredire nel gioco, risolvendo diversi enigmi. Nel corso dell'avventura, però, il giocatore incorre inevitabilmente in scontri diretti con nemici, da semplici zombi a mostri più forti, e può equipaggiarsi con un'arma e delle munizioni per difendersi; quando il gioco è attivo non è presente alcun HUD, tuttavia quest'ultimo è in realtà accessibile interrompendo l'azione e aprendo una schermata di stato che permette di visionare importanti informazioni: accanto all'immagine del personaggio comprare infatti un elettrocardiogramma che mostra la sua salute con colori dal verde, al giallo, fino al rosso, oltre che ad evidenziare l'arma attualmente equipaggiata e l'inventario che contiene gli oggetti recuperati e trasportati. All'interno dell'inventario è anche possibile esaminare ogni oggetto trasportato, ricevendo così un'utile descrizione di quest'ultimo, e combinare quando possibile diversi oggetti tra loro allo scopo di creare un prodotto unico. Nella schermata di stato è inoltre possibile visionare una mappa dell'ambiente circostante, oltre che consultare file riguardanti l'approfondimento della trama, raccolti nel corso del gioco.
L'inventario ha una capacità di trasporto limitata, ma il giocatore può gestire il proprio spazio grazie a dei bauli universali, dislocati in tutto il mondo di gioco, con cui riporre o scambiare oggetti.
Se durante il corso del gioco il personaggio perde troppa salute rischia di morire e di generare un game over; tuttavia è possibile recuperare salute grazie all'uso di una pianta medicinale, che può essere recuperata e combinata con altre del suo tipo per creare miscele più potenti, oppure grazie all'uso di una speciale bomboletta spray medica.
In alcuni luoghi specifici, detti "safe rooms" (stanze sicure), il giocatore può salvare la partita grazie all'uso di una macchina per scrivere; tuttavia per salvare è necessario anche disporre di nastri di inchiostro, la cui quantità a disposizione viene numericamente consumata ogni volta che si salva, e i quali vanno recuperati e riposti nell'inventario durante il corso dell'avventura.

## Altre versioni

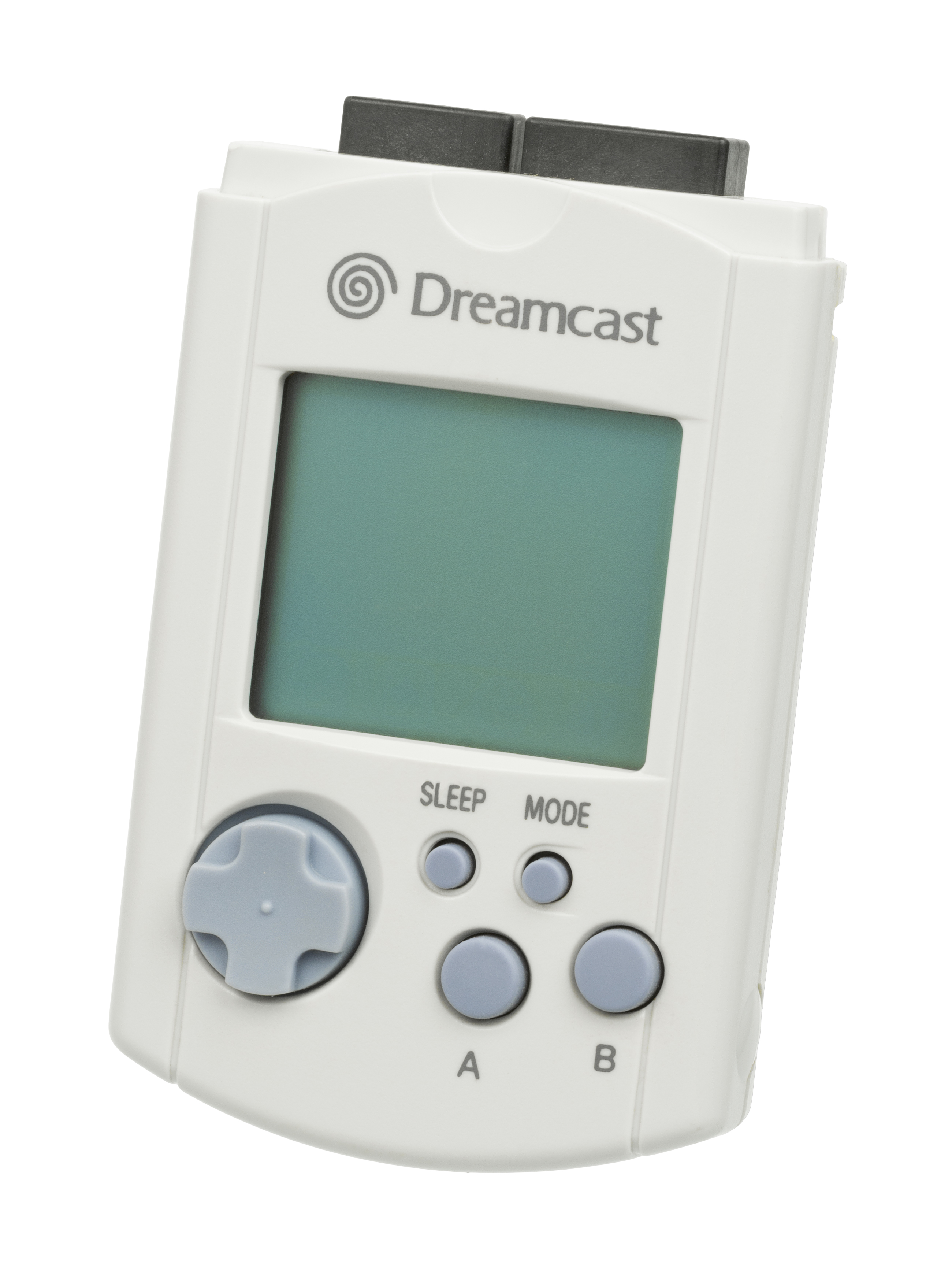
La Visual Memory Unit del Sega Dreamcast permette alla versione del gioco per questa console di visualizzare direttamente i parametri vitali del personaggio giocante

La prima ripubblicazione di Resident Evil 2 è stata la "DualShock Edition" per PlayStation: come lascia intendere il nome, questa versione del gioco abilita il supporto per le levette analogiche del DualShock, oltre che ad aggiungere la vibrazione del controller, e una nuova modalità di gioco chiamata "Extreme Battle".
Le prime due conversioni per altre piattaforme furono per Nintendo 64 e Microsoft Windows, entrambe nel 1999; sulla console Nintendo il gioco è molto simile alla versione originale, tuttavia differisce per una risoluzione grafica maggiore grazie all'Expansion Pack, sebbene sia dotata di una qualità audio più bassa a causa della pesante compressione dei dati, che si riflette anche nella qualità video delle scene di intermezzo. Come extra, la versione Nintendo 64, includeva anche un metodo di modifica della quantità di violenza e sangue visualizzabile, la capacità di modificare il colore di quest'ultimo, e la lettura in-game di documenti che approfondivano la trama della serie. La versione Windows era un porting della "DualShock Edition" pubblicata su PlayStation, ma con diverse migliorie prestazionali e ottimizzata per Windows 98 – un revisione nel 2006 ne ha permesso la compatibilità con Windows XP e un'uscita su DVD; successivamente venne pubblicata anche una versione per Dreamcast, prettamente identica alla versione Windows, ma differiva da quest'ultima grazie alla caratteristica unica della console che permetteva, tramite utilizzo dell'accessorio Visual Memory Unit, di visualizzare direttamente le condizioni di salute del personaggio giocante.
Nello stesso periodo, una versione pesantemente alterata del gioco venne pubblicata anche sulla console portatile Tiger Electronics Game.com, tuttavia poco nota e scarsamente diffusa, a causa del mancato successo della console.
L'ultima ripubblicazione fisica su console risale al 2003, ed è quella per Nintendo GameCube. Anche questa versione è generalmente identica a quella originale, tuttavia presenta alcune migliorie grafiche – nota d'eccezione per gli sfondi statici del gioco, di qualità più bassa rispetto alla versione Dreamcast – e altre differenze implicano l'inedita possibilità di saltare le scene di intermezzo, e leggeri cambiamenti nell'audio di gioco, ma che non ne influenzano la qualità. Curiosamente la versione per GameCube non presenta gli extra disponibili nella versione della precedente console Nintendo.
Resident Evil 2 è poi stato pubblicato e reso disponibile in digitale tramite download dal PlayStation Network come "Classico PSOne", prima in America del Nord, dal 19 novembre 2009, successivamente anche in Europa a partire dal 29 febbraio 2012.

## Personaggi
Leon Scott Kennedygiovane poliziotto appena uscito dall'accademia e assegnato a Raccoon City, nel suo primo giorno di lavoro, come parte di rinforzi per la locale forza di polizia a seguito di una serie di recenti disordini. Molto idealista, è pronto a rischiare tutto per salvare ogni superstite della tragedia; i suoi ideali si scontreranno con l'orrore di cui sarà testimone.
Claire Redfieldsorella del già noto Chris Redfield, protagonista del primo episodio, arriva in città in sella alla sua moto per cercare il fratello del quale non ha più notizie da alcuni mesi; decisa ed energica, è un'abile scassinatrice e di fronte all'orrore che le si presenterà dimostrerà una forza inaspettata non inferiore a quella di Chris.
Ada Wonguna misteriosa e affascinante donna asiatica, ufficialmente a Raccoon City per cercare il fidanzato John, ricercatore nello stabilimento Umbrella del primo capitolo, di cui non ha notizie da diverso tempo.
Sherry Birkinuna ragazzina di 12 anni risoluta e testarda. Figlia unica di Annette e William Birkin, ricercatori della Umbrella che trascurano la figlia perché troppo assorbiti dal lavoro.

## Colonna sonora
La musica di Resident Evil 2 è stata composta da Masami Ueda, Shusaku Uchiyama e Syun Nishigaki; l'obiettivo della colonna sonora era quello di trasmettere principalmente "disperazione". Nel suo ruolo di principale compositore, Ueda si occupo delle basi musicali, mentre Uchiyama fu responsabile della composizione di musica più puramente a tema survival horror. Il tema principale della colonna sonora è un leitmotiv composto da tre note e compare più volte durante il corso del gioco, essendo incluso anche in altri pezzi musicali. I vari stili musicali, che spaziano dalla dark ambient alla musica industriale, sono stati creati per rappresentare i diversi ambienti del gioco. Ad esempio, per le strade di Raccoon City sono enfatizzate musiche simil-marcia militare con uso di percussioni, mentre il dipartimento di polizia è accompagnato da pesanti suoni di pianoforte. Gli eventi chiave della trama sono supportati con composizioni orchestrali e cinematografiche – una mossa ispirata dai film blockbuster di successo.
Due album con la musica del gioco sono usciti rispettivamente nel gennaio e agosto 1998. Il primo, Biohazard 2 Original Soundtrack, è la prima pubblicazione e comprende la maggior parte delle composizioni essenziali. Il secondo, Biohazard 2 Complete Track, comprende in gran parte temi musicali di secondo piano, ma offre un medley orchestrale e un secondo CD con effetti sonori e collezioni vocali, oltre che un colloquio con il personale responsabile del suono. Biohazard 2 Original Soundtrack è stato pubblicato anche nella versione europea, intitolato Resident Evil 2 Original Soundtrack. Nella versione pubblicata in America del Nord, con lo stesso nome, il tema di apertura "The Beginning of Story" contempla quattro tracce individuali. Cinque arrangiamenti orchestrali della musica del gioco sono stati inclusi nella raccolta Bio Hazard Orchestra Album, una registrazione di un concerto dal vivo eseguita dalla New Japan Philharmonic. Il disc jockey giapponese Piston Nishizawa ha creato un remix elettronico con molte delle composizioni, poi uscito nell'album Biohazard 2 Remix: Metamorphoses.

## Sviluppo

### Shinji Mikami eResident Evil 1.5

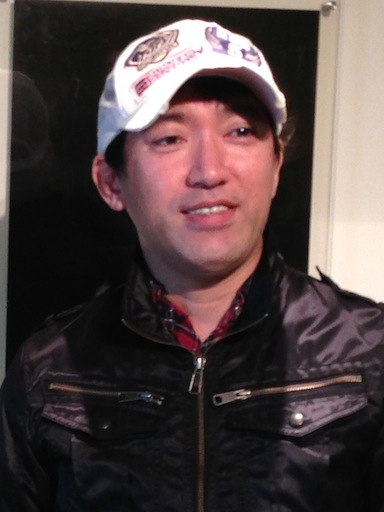
Shinji Mikami fu inizialmente il game director di Resident Evil 2, tuttavia a causa di divergenze intellettuali, preferì cedere il posto ad Hideki Kamiya, relegandosi al ruolo di "produttore"

Lo sviluppo di Resident Evil 2 iniziò già un mese dopo il completamento del suo predecessore e il primo filmato di gioco venne mostrato ad un evento della rivista giapponese V Jump nel luglio 1996. Questa versione venne denominata Resident Evil 1.5 (Biohazard 1.5 in Giappone) da Shinji Mikami, differiva notevolmente da quella che sarebbe stata la versione finale nello scenario e nella presentazione. Tuttavia, l'ambientazione alla base della sua trama era già quella di Resident Evil 2, caratterizzata proprio da un'epidemia di zombi a Raccoon City, due mesi dopo gli eventi del primo gioco. In questa versione della storia, tuttavia, la Umbrella Corporation era già stata chiusa a causa dei loro esperimenti illegali. Il team di sviluppo ha cercato di mantenere il livello di paura del gioco originale, quindi introdusse nella narrazione due nuovi personaggi che non avevano mai avuto coinvolgimenti in situazioni terrificanti: Leon Scott Kennedy, in gran parte identico al suo personaggio nella versione finale, ed Elza Walker, una studentessa motociclista in vacanza a Raccoon City, la sua città natale. A differenza della versione finale, però, i percorsi di Leon ed Elza non si sarebbero intrecciati e ogni personaggio giocante avrebbe avuto due partner di supporto. Leon avrebbe ricevuto aiuto dal compagno poliziotto Marvin Branagh e una ricercatrice di nome Linda (in seguito diventata Ada Wong), mentre Elza sarebbe stata aiutata da Sherry Birkin e da un uomo di nome John (in seguito diventato Robert Kendo).
Fonti di ispirazione per i character designers Isao Ohishi e Ryoji Shimogama arrivarono dalla realtà. Ad esempio, Ohishi concepì il nome "Leon" in riferimento al suo cane di sant'Uberto, mentre il personaggio di Annette Birkin venne modellato seguendo i lineamenti dell'attrice Jodie Foster. Il dipartimento di polizia in cui Resident Evil 1.5 si ambientava aveva un design più moderno e realistico ed era più piccolo della versione finale vista in Resident Evil 2. C'erano più incontri con i poliziotti sopravvissuti nella centrale, come ad esempio un ufficiale superiore di Leon chiamato Roy. Il numero di poligoni utilizzati per i modelli dei nemici era di gran lunga inferiore a quello nella versione finale e questo ha permesso che molti zombi potessero essere visualizzati sullo schermo, in modo da spingere ulteriormente la paura nel giocatore.

### Lo sviluppo passa a Kamiya: nasceResident Evil 2
Lo sviluppo venne portato avanti da un gruppo di 40-50 persone, che in seguito sarebbero divenute parte del famigerato "Capcom Production Studio 4". La direzione dello sviluppo passò ad Hideki Kamiya che guidò, inizialmente insieme a Mikami, il team composto sia da nuovi dipendenti Capcom sia dalla metà degli sviluppatori che lavorarono al primo Resident Evil. Mikami ebbe spesso disaccordi creativi con Kamiya, cercò di influenzare la squadra con la sua visione del progetto, ma alla fine decise di ritirarsi dalla direzione per il ruolo di produttore, visionando la qualità del gioco e il procedere dello sviluppo una volta al mese. Secondo le aspettative di Mikami, il gioco avrebbe dovuto essere pronto tre mesi prima di maggio 1997 – data di uscita prevista. A quel punto, però, Resident Evil 1.5 venne scartato seppure completo al 60-80%; Mikami spiegò che il gioco non avrebbe raggiunto la qualità desiderata nel tempo previsto, e in particolare non vide di buon occhio il gameplay, definendolo «noioso e monotono».
Con la storia di Resident Evil 1.5, Mikami aveva intenzione di terminare la serie, ma venne criticato da Yoshiki Okamoto, che invece voleva proporre la creazione di un universo immaginario che avrebbe trasformato Resident Evil in una serie con più capitoli, in cui potevano essere raccontate storie slegate tra loro ma con elementi comuni. Il team però non riusciva nel trovare uno sbocco narrativo efficace per la trama, dunque Okamoto decise di rivolgersi allo sceneggiatore professionista Noboru Sugimura, entusiasta della storia vista nel primo capitolo. Sugimura venne inizialmente consultato in via non ufficiale, ma Okamoto rimase colpito dalla facilità con cui lo scrittore si avvicinò alle soluzioni dei problemi che affliggevano la sceneggiatura, e presto gli chiese di realizzare l'intera trama per Resident Evil 2. Una modifica fondamentale alla storia era la rielaborazione di Elza Walker, destinata a trasformarsi in Claire Redfield, al fine di introdurre un collegamento con la trama del primo capitolo – Claire doveva essere la sorella di Chris. Per adempiere ai piani di vendita di Capcom, ovvero il raggiungimento di due milioni di copie vendute, il game director Kamiya cercò di dare al gioco un'impostazione più hollywoodiana. I progettisti ricostruirono il gioco da zero per adattarsi alle modifiche e i programmatori e gli altri membri restanti della squadra si occuparono di lavorare a Resident Evil: Director's Cut, che venne fornito di una demo della versione definitiva di Resident Evil 2, anche per scusarsi con i giocatori dell'uscita posticipata.
Pochi elementi di "Resident Evil 1.5" sarebbero stati riciclati, mentre le principali località della versione finale vennero rielaborate con un aspetto più stravagante e artistico, sulla base di fotografie scattate agli interni di edifici in stile occidentale di alcune città giapponesi. Questi ambienti vennero creati con un programma software chiamato O2, e ogni sfondo necessitava dalle due alle tre settimane per la realizzazione. Il numero massimo di zombi visualizzabile sullo schermo in una sola volta venne limitato a sette, rendendo possibile utilizzare 450 poligoni per i modelli relativamente dettagliati di Leon e Claire. Le voci dei personaggi di Resident Evil 2 sono state registrate prima del completamento delle scene video, con ognuno degli attori selezionati tra una scelta di dieci persone per ruolo. I tempi per lo sviluppo rimasero molto stretti, e per questo il modello di Ada Wong non poté essere completato in tempo, difatti lei è l'unico personaggio principale a non apparire in un filmato di gioco.
Diversi cambiamenti regionali vennero applicati a Resident Evil 2. La versione dell'America del Nord, per esempio, contiene schermate di "game over" più violente, che invece sono state rimosse dalla versione giapponese.
La pubblicazione in Giappone venne accompagnata da una costosa campagna di pubblicità televisiva diretta dal regista George A. Romero. Due storici spot vennero registrati, uno di 30 secondi e l'altro di 15, e filmati a Los Angeles tra settembre e ottobre 1997; Leon e Claire furono interpretati rispettivamente da Brad Renfro e Adrienne Frantz e la produzione costò la notevole cifra di 1,5 milioni di dollari; motivo per cui Capcom decise che non avrebbe mai più azzardato una tale "impresa" con attori "reali".

### Nintendo 64
La versione per Nintendo 64, realizzata dalla Angel Studios, fu tecnicamente notevole e una delle migliori. Con un budget limitato a 1 milione di dollari e una squadra di 9 sviluppatori a tempo pieno e uno part-time, si riuscì a mantenere tutti i contenuti dell'originale, compresi i full motion video, nonostante la relativamente poca capienza delle cartucce; all'epoca sembrava un'impresa quasi impossibile.

## Accoglienza
| Testata                      | Giudizio |
| ---------------------------- | -------- |
| GameRankings (media al 2021) | 93,13%   |
| Metacritic (media al 2021)   | 89/100   |
| Game Informer                | 9,5/10   |
| IGN                          | 9,3/10   |
| GameSpot                     | 8,9/10   |
| GamePro                      | 5/5      |
| Electronic Gaming Monthly    | 37,5/40  |
| Famitsū                      | 37/40    |

Resident Evil 2 è stato uno dei videogiochi più acclamati di tutti i tempi, sia dalla critica specializzata che dal pubblico, riuscendo a ottenere, per la versione PlayStation, una media di voti pari a 89/100 su Metacritic e 93,13% su GameRankings.
Rick Sanchez di IGN ha definito Resident Evil 2 «un buon sequel, e un gioco superbo», premiando il comparto audio come «il miglior sound design per una console da gioco». Anche M. Mike di GamePro ha apprezzato il comparto audio del gioco, oltre che l'efficiente resa grafica e le atmosfere evocative, giudicando Resident Evil 2 «un sequel che non solo soddisfa le aspettative, ma che le supera con facilità». R. Mac Donald di GameSpot ha affermato che con questo secondo capitolo Capcom superò sé stessa, ammettendo che – nell'ottica dell'epoca – «Resident Evil 2 sembra più simile a un prodotto di Hollywood, che dell'industria dei videogiochi». Shinji Mikami ha descritto il lavoro di Kamiya, con Resident Evil 2, «il provar a mostrare cosa sia la paura a modo suo» e di come il gioco riesca molto bene ad essere anche drammatico e in grado di mostrare i sentimenti dei personaggi coinvolti.
Tra i punti di forza presi in considerazione, alcuni hanno elogiato l'introduzione del nemico "Licker" definendolo «uno shock», dichiarando iconico il primo incontro con quest'ultimo, ammettendo: «[Dopo aver aperto la porta] ci si rende conto che tutta la musica di sottofondo si è fermata. Mentre si procede, è udibile solo il rumore sordo dei passi del personaggio giocante, insieme all'inquietante suono del sangue sgocciolante dal soffitto». Altra introduzione molto apprezzata in Resident Evil 2 è stata quella del nemico "Tyrant-103" (noto come Mr. X), durante lo scenario B, definendolo: «[Un nemico che] nemmeno i muri possono fermare. Questo mostro salta fuori a sorpresa, durante il gioco, ma la capacità di irrompere buttando giù i muri era qualcosa di nuovo e inatteso a quel tempo».
Per vari motivi, la versione GameCube è nota per essere stata particolarmente bastonata dalla critica specializzata: ad esempio Matt Casamassina di IGN ha pesantemente criticato la grafica, generalmente troppo datata per il 2003, i controlli male invecchiati, una pessima idea alla base del progetto a differenza del remake uscito nel 2002 del primo capitolo, Resident Evil Rebirth, oltre a un prezzo di 40 dollari troppo elevato per un semplice port.

### Controversie
In Italia Resident Evil 2 andò incontro ad aspre controversie: proprio a causa delle sue qualità – la realistica rappresentazione dei fatti, la paura in grado di incutere, e la violenza nel combattere gli zombi – il gioco venne criticato e ne fu chiesto il divieto di vendita nel 1998 – mettendo a rischio tra l'altro un giro d'affari economico del valore di oltre 12 miliardi di lire, per poi essere temporaneamente bandito nel 1999 in tutto il territorio nazionale, con sequestro delle copie rimaste, poiché ritenuto pericoloso e troppo esplicito. Anche la pubblicità televisiva del gioco venne vietata, mentre la Guardia di Finanza si appropriò di oltre 5 500 copie in circa 350 negozi italiani; allo stesso tempo Sony Interactive Entertainment cercò di opporsi al divieto, chiedendo il riesame del decreto di sequestro. Come risultato il gioco tornò regolarmente disponibile nei mesi successivi, senza tagli né censure.
La vicenda è tra le più palesi delle controversie nei videogiochi in Italia, ed è stata definita come «una storia tipicamente italiana quella della censura sui videogame».

### Vendite
Spinto da una campagna pubblicitaria di 5 milioni di dollari, Resident Evil 2 divenne il videogioco più venduto in America del Nord nel 1998. Durante il fine settimana a seguito della sua uscita, vendette oltre 380 000 copie e incassò 19 milioni di dollari; polverizzando i record di vendita precedentemente stabiliti da Final Fantasy VII e Super Mario 64.
Nel lungo periodo Resident Evil 2 ha venduto quasi 5 milioni di copie solo su PlayStation, divenendo uno dei giochi più venduti per la console Sony, e anche a distanza di due decenni rimane uno dei titoli Capcom più prolifici di sempre. La "DualShock Version" del gioco, uscita nel marzo del 1999, riuscì nel vendere altre 810 000 copie.

## Eredità
L'eredità che Resident Evil 2 ha lasciato sulla storia dei videogiochi, come protagonista del genere survival horror, degli anni 1990 e della "Generazione PlayStation" sono stati essenziali, rendendolo una tra i videogiochi più importanti mai creati e considerati tra i migliori di sempre. IGN ha classificato, nel 2002, Resident Evil 2 al 5º posto nella classifica dei 25 migliori titoli per PlayStation di tutti i tempi, mentre lo ha posizionato al 6° nella lista dei 10 migliori videogiochi survival horror.
Grazie all'alto e apprezzato livello di sfida, in molti appassionati si sono dedicati a competizioni di speedrun per completare il gioco interamente nel minor tempo possibile, con un record registrato di 48 minuti e 53 secondi. Altri appassionati invece, utilizzarono l'allora nascente diffusione di Internet, per pubblicare poemi dedicati al gioco e alle situazioni che coinvolgevano scarsità di munizioni, confronti con i nemici oppure pensieri rivolti alla leggenda dello zombi.
Nel 1999 è stato scritto un romanzo su Resident Evil 2 intitolato La città dei morti dall'autrice S.D. Perry. Pubblicato in Italia nel 2001, è il suo terzo libro nella sua serie di romanzi di Resident Evil. La trama segue le vicende di Leon e Claire che tentano di trovare una via di fuga da Raccoon City; con Leon che combatte contro William Birkin mutato, per la maggior parte della storia, e Claire che affronta il Tyrant-103.
I fumettisti Ted Adams e Kris Oprisko hanno liberamente creato due fumetti sulla trama del gioco, Raccoon City - R.I.P. e A New Chapter of Evil, entrambi usciti nel primo e secondo numero di Resident Evil: The Official Comic Book Magazine a marzo e giugno 1998. Un manhua dedicato al gioco è stato pubblicato settimanalmente in 60 numeri, dal febbraio 1998 all'aprile 1999, in cantonese, intitolato Shēnghuà Wēijī 2 ("Crisi Biologica 2").

## Remake
Nonostante le prime idee avessero trovato le basi già nel 2008, da parte di Jun Takeuchi (produttore di Resident Evil 5), solo nel 2015, Capcom ha dichiarato di voler ripubblicare una nuova versione di Resident Evil 2, un vero e proprio remake. Sebbene all'inizio si parlasse di una rimasterizzazione, con il tempo si fecero largo informazioni che volevano un'autentica versione ricostruita di Resident Evil 2 come accaduto precedentemente con il primo capitolo su Nintendo Gamecube, Resident Evil Rebirth, e successivamente ripubblicato nel 2008 su Wii e nel 2015 per PlayStation 3, PlayStation 4, Xbox 360, Xbox One, e Microsoft Windows. Hideki Kamiya, game director di Resident Evil 2, rivelò di aver cercato di spingere Capcom a creare una nuova versione del gioco per anni, in precedenza, ma senza successo.
Yoshiaki Hirabayashi, produttore del remake di Resident Evil 2, ha rivelato nel 2016 che i lavori procedevano positivamente e che il team si stava impegnando per catturare lo spirito dell'episodio originale, uscito su PlayStation; ha inoltre aggiunto che la retroazione ricevuta da Resident Evil 6, quindi il consenso raccolto, positivo o meno, avrebbe avuto un peso decisionale sulla realizzazione del remake. L'11 giugno 2018, in occasione della conferenza di Sony all'E3 2018, sono stati mostrati trailer e filmati di gioco del suddetto remake, annunciandone l'uscita per PlayStation 4, Xbox One e Windows prevista per il 25 gennaio 2019.
Il remake è stato sviluppato con il RE Engine (lo stesso motore grafico utilizzato per Resident Evil 7: Biohazard) e ha abbandonato i controlli e la telecamera fissa del titolo originale per adottare un sistema di gioco da sparatutto in terza persona con visuale "over-the-shoulder" (dove la telecamera segue il giocatore da dietro la spalla) simile ai capitoli più recenti della serie.